# Ludovic al XIV-lea al Franței
Ludovic al XIV-lea (n. 5 septembrie 1638, Saint-Germain-en-Laye⁠(d), Île-de-France, Franța – d. 1 septembrie 1715, Versailles, communauté d'agglomération Versailles Grand Parc⁠(d), Franța) a fost regele Franței și al Navarei. A condus Franța timp de 72 de ani – una dintre cele mai lungi domnii din istoria europeană. Supranumit Regele Soare (Le Roi Soleil) sau Ludovic cel Mare (Louis Le Grand), i-a urmat la tron tatălui său în 1643, când era un copil de aproape 5 ani, dar a condus personal guvernul din 1661, până la moartea sa în 1715.

## Tinerețe și educație

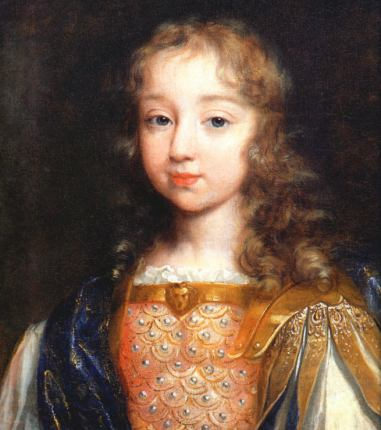
Ludovic la 8-10 ani

Părinții săi erau total incompatibili: capriciosul, introvertitul și nedelicatul Ludovic al XIII-lea de Bourbon, și frumoasa, cocheta, meticuloasa și bine crescuta Ana de Austria, din linia spaniolă a Casei de Habsburg. După douăzeci și trei de ani de căsătorie infertilă a părinților săi, micul Ludovic vine pe lume la 5 septembrie 1638 la Castelul Saint-Germain-en-Laye. Nașterea sa a fost considerată, de aceea, un adevărat miracol, motiv pentru care el a primit și numele de botez Dieudonné (în franceză „darul lui Dumnezeu”), iar Franța, în semn de recunoștință, a fost închinată de tatăl său, regele Ludovic al XIII-lea, Fecioarei Maria, care făcuse posibil miracolul.
Ludovic este fructul unei uniuni dinastice: bunicii paterni au fost Henric al IV-lea și Maria de Médicis, care erau franco-navari și florentini iar bunicii materni au fost Filip al III-lea și Margareta de Austria, care erau spanioli și austrieci, ambii din Casa de Habsburg. La naștere, Ludovic a primit titlul tradițional pentru moștenitorul tronului francez, cel de Delfin al Franței.
Nașterea lui Ludovic a fost urmată, doi ani mai târziu, de cea a lui Filip, mai întâi Duce de Anjou, apoi, Duce de Orléans după moartea unchiului său, Gaston d'Orléans.
După moartea lui Ludovic al XIII-lea, când moștenitorul său nu împlinise încă cinci ani, copilul e crescut într-o familie mai puțin obișnuită, căci Ana de Austria, acum regentă, se spune că trăia cu primul ei ministru, cardinalul Jules Mazarin, un carierist italian inteligent și lipsit de scrupule. Împreună au supravegheat educația regelui-copil și nu este lipsit de semnificație faptul că Mazarin i-a devenit naș. Între 1648 și 1653, Franța a fost sfâșiată de un șir de revolte cunoscute sub numele de Fronde (fronde înseamnă praștie, "arma" puștanilor parizieni).

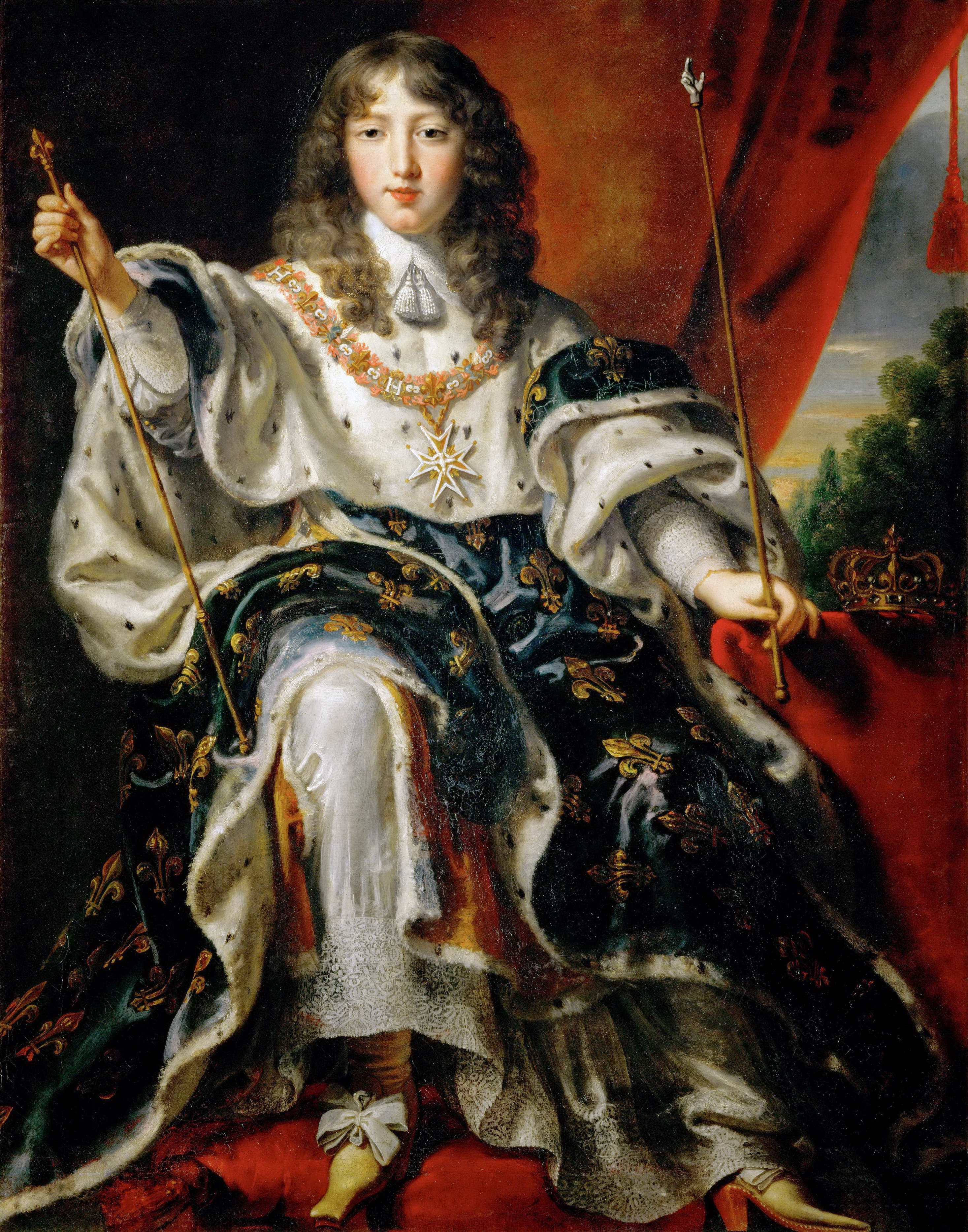
Portret al lui Ludovic al XIV-lea de Juste d'Egmont.

Ludovic al XIV-lea a fost profund influențat de Fronde, neabandonându-și credința că ordinea și autoritatea reprezintă antidotul haosului. Ludovic a învățat de la cardinal să creadă că monarhia a fost rânduită de către Dumnezeu să se identifice cu Franța, să muncească din greu și să-și ia sarcina în serios. El a învățat, totodată, să se prefacă, însușindu-și cinismul și disprețul față de motivația umană, caracteristice lui Mazarin.
Educația formală a lui Ludovic nu a fost neglijată, cu toate că era mărginită, așa cum era, de altfel, cea mai mare parte a educației aristocratice: ceva istorie antică, dar puțină istorie modernă, puțină geografie și matematică, o cunoaștere temeinică a limbii spaniole și a celei italiene; a învățat să vorbească și să scrie excelent în limba franceză. A fost învățat să călărească, să tragă cu armele de foc și să danseze, lucruri pe care le făcea bine din instinct. De la mama sa a moștenit indubitabila sa pietate catolică și ura față de erezie, cu toate că, la fel ca ea, nu poseda o cunoaștere profundă a problemelor teologice.
De-a lungul copilăriei, Ludovic a trecut pe lângă moarte de câteva ori:
- La vârsta de cinci ani aproape s-a înecat într-una din piscinele palatului regal. A fost salvat in extremis.
- La nouă ani, la 10 noiembrie 1647, s-a îmbolnăvit de variolă. Zece zile mai târziu, medicii erau fără speranță însă tânărul Ludovic și-a revenit miraculos.
- La 30 iunie 1658, regele a fost victima unei grave intoxicații alimentare când era în Bergues. Luni, 8 iulie, îi sunt acordate ultimele ritualuri și urma să înceapă pregătirea succesiunii însă Guénaut, medicul Anei de Austria, i-a dat un vomitiv bazat pe antimoniu și vin iar tânărul rege din nou s-a vindecat miraculos.

Statura lui Ludovic – avea doar 1,62 m - trebuia să fie sporită prin tocuri înalte și părea mai înalt purtând peruci luxuriante. Totuși, statura scundă a lui Ludovic era, în orice caz, compensată de demnitatea și siguranța sa înnăscute. În plus, el poseda mult farmec și era foarte afabil. Era inteligent, pricepea repede și poseda o bună memorie a chipurilor și a faptelor. Poseda un autocontrol remarcabil, socotind că era sub demnitatea sa să se înfurie sau să exulte. Își scotea întotdeauna pălăria în fața femeilor, chiar și a celei mai umile cameriste.
La 7 septembrie 1651 lit de justice (o sesiune specială a Parlamentului din Paris) îl declară pe rege major. Încoronarea are loc la 7 iunie 1654 la Reims însă afacerile politice sunt în mâna cardinalului Mazarin în timp ce Ludovic își continuă pregătirea militară cu mareșalul Franței, vicontele de Turenne.

## Domnia

### Politica absolutismului și reformele
Spre deosebire de regii contemporani, de exemplu cei din Anglia, Ludovic a avut posibilitatea de a-și alege politica și miniștrii fără a privi la parlament. Putea lua rapid hotărâri. Nu era obligat nici să își justifice acțiunile, nici să asculte criticile ce i se aduceau. El putea pretinde o supunere indiscutabilă.
La 10 martie 1661, a doua zi după moartea lui Mazarin, Ludovic i-a convocat pe oamenii care conduseseră Franța sub comanda fostului prim-ministru: Le Tellier, cel care reformase armata, Fouquet, strălucitul și periculos de ambițiosul superintendent al finanțelor, Séguier - cancelarul, Brienne și Lionne, care se ocupaseră împreună de politica externă. Regele, în vârstă de 22 de ani, i-a privit cu răceală pe acești politicieni maturi, experimentați și capabili, care îl evaluau la rândul lor pe tânărul lor stăpân, întrebându-se pe care dintre ei îl va alege spre a-i urma cardinalului în funcția de prim-ministru. Atunci regele făcu să explodeze bomba, spunând că a venit vremea să guverneze el însuși; “vă dau poruncă să nu semnați nimic, nici măcar un pașaport, fără ordinul meu; să-mi dați raportul mie personal în fiecare zi și să nu favorizați pe nimeni”.
Mai marele adunării clericilor l-a întrebat pe rege cui îi va da el raportul în viitor: “Mie, domnule arhiepiscop, mie”, a replicat Ludovic.   În următorii 54 de ani, Regele Soare a fost propriul său prim-ministru..
Ludovic al XIV-lea se ocupă personal de introducerea unor reforme legale. Grande ordonnance de Procédure civile din 1667, cunoscut și cu numele de Code Louis, era un cod civil uniform, valabil pentru întreaga țară, fiind primul de acest fel. Tratează cele mai variate domenii : botezul, căsătoria, înmormântarea, compilarea registrelor statului(opuse registrelor bisericii). Codul Louis a jucat un rol important în istoria legală a Franței, fiind baza Codului Napoleon, pe care Napoleon Bonaparte îl va promulga la începutul secolului XIX, Codul Napoleon va fi la rândul său baza esențială pentru constituirea dreptului modern. Codul Louis are avantajul unificării legislației pe tot teritoriul Franței, până atunci împărțită între nord și sud.

### Crearea consiliului regal de finanțe

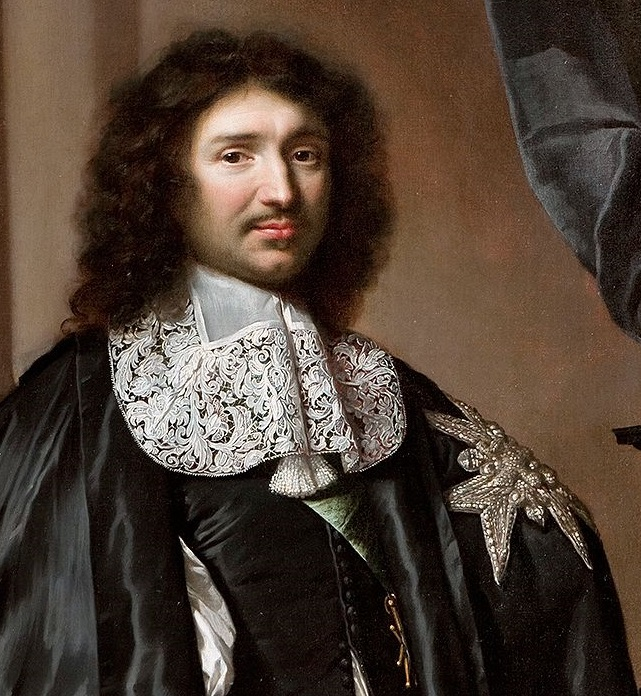
Jean Baptiste Colbert

Prima parte a domniei lui Ludovic al XIV-lea a fost caracterizată de importante reforme administrative și mai ales de o redistribuire mai bună a taxelor. Monarhia judiciară (unde rolul principal al regelui este să facă justiție), este înlocuită de o monarhie administrativă (regele este conducătorul administrației). Finanța, condusă acum de un controlor-general - Colbert, înlocuiește justiția ca preocupare principală a consiliului. Cel care în mod normal era responsabil cu justiția François Michel le Tellier, marchiz de Louvois sfârșește prin a abandona justiția ca scop principal, dedicându-se afacerilor de război. Consiliul este organizat în mai multe consilii mai mici cu roluri și importanță diferită. De-a lungul timpului se formează două clanuri de gestiune rivale, nevoite să coexiste. Clanul Colbert se ocupă de tot ceea ce privește economia, politica externă, marina și cultura. Clanul Tellier Louvois se ocupă de apărare. Divide et impera este mottoul lui Ludovic. Având două clanuri rivale era sigur că nici unul dintre miniștri nu ar fi plănuit o lovitură de stat. Colbert a redus debitul național cu o serie de noi taxe. Taxele vamale au fost mărite în mod particular de Colbert, pentru a promova comerțul și industria franceză, forțând întreprinderile naționale să producă pentru stat. A descurajat importurile care măreau costul în general.
- A creat fabrici, care pot fi de stat și a promovat în mod special țesătoriile din Lyon prin manufacturile Gobelins, care de atunci au devenit renumite pentru frumoasele tapițerii și rafinatele țesături. A încurajat venirea în Franța a artizanilor și artiștilor din toată Europa: sticlari din Murano, tâmplari navali din Olanda, fierari din Suedia.Astfel dispune de marfă de calitate superioară, care se vinde ușor.
- Pentru a ușura comerțul îmbunătățește infrastructurile creând trasee noi. Cu ajutorul fiului său, Jean-Baptiste Colbert de Seignelay, a dezvoltat Marina Comercială pentru a vinde produsele și Marina Militară pentru a apăra transportul mărfurilor.
- Promovează expansiunea tranzacțiilor și crearea companiilor comerciale: Compania Indiilor Orientale(oceanul Indian), Compania Senegal(Africa), Compagnie du Levant(marea Mediterană și Imperiul Otoman), Compania Indiilor Occidentale(America).

Încet încet Franța are tot mai puțin nevoie să importe, exportul crește, iar visteria statului începe să se umple. Până în 1671, clanul lui Colbert este dominant, dar la începerea pregătirilor pentru războiul cu Olanda, reticența lui Colbert, care ezită să se lanseze în mari cheltuieli, duc la discreditarea lui în fața regelui. În plus, diferența de vârstă (Colbert 52 de ani), regele (33 de ani) fiind mai apropiat de marchizul de Louvois, care avea doar treizeci de ani și aceeași pasiune-războiul. Clanul lui Louvois rămâne cel mai influent până în 1685.

### Justiția

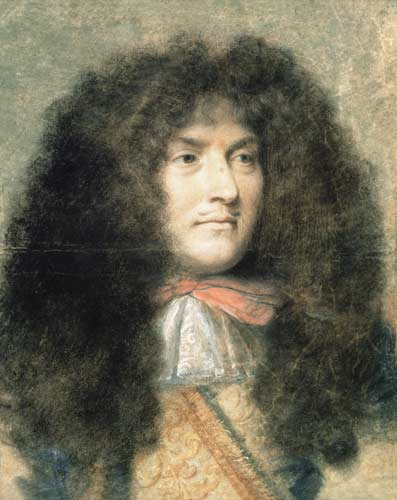
Ludovic al XIV-lea, 1665

Imediat Ludovic a diminuat influența profesiei de magistrat în favoarea administratorilor regali. Sprijinit de rege, Colbert, controlorul-general, a introdus codul civil (1667), codul penal (1670), codul maritim (1672) și codul comercial (1673). După moartea lui Colbert, codul negrilor (1672), Code Noir a clarificat drepturile sclavilor în coloniile franceze. Codul reglementează sclavismul, elimină unele abuzuri, garantează interzicerea separării familiilor de sclavi, limitează sclavismul albilor. Parlamentul din Paris era, desigur, consultat, dar Ludovic era, totodată, sfătuit de către un consiliu de justiție format în 1665, dominat de către Colbert. După o cuvenită deliberare, Ludovic juca propriul său rol de legiuitor al regatului. În 1665 parlamentele au fost numite curți "superioare" în loc de "suverane".
Spre sfârșitul domniei sale, când singurul moștenitor legal în viață rămăsese strănepotul său, ducele de Anjou, care era un copil, Ludovic a emis un edict regal în 1714 declarând că "Ducele de Maine și Contele de Toulouse și descendenții lor de parte bărbătească să aibă posibilitatea de a urca pe tron, dacă nu vor exista prinți de sânge regal". Edictul regal însă sfida legea bisericii. În cazul în care ducele de Anjou ar fi murit, moștenitorul legitim urma să fie nepotul de frate al regelui, Ducele de Orléans.

### Armata
Foarte importantă pentru exercitarea absolutismului regal a fost armata. Ludovic al XIV-lea și-a dominat armatele prin profesionalism. El a câștigat respectul soldaților săi, de la gradele cele mai mari până la cele mai mici, demonstrându-și propria abilitate ca soldat. Deseori și-a condus singur trupele în luptă, de exemplu în timpul războiului cu olandezii, în care s-a dovedit un strateg capabil. A câștigat recunoștința soldaților săi ca organizator și administrator, întemeind spitalul de la Hôtel des Invalides din Paris pentru soldații mutilați și pensionați. Îl preocupa într-o foarte mare măsură bunăstarea trupelor sale. Era interesat în mod real de problemele militare, fiind, în mod invariabil, bine informat și receptiv. Războiul îi făcea plăcere, era curajos și s-a adaptat rapid la viața de campanie. Era fericit printre soldații săi, iar aceștia îi răspundeau primindu-l cu entuziasm; moralul armatei se îmbunătățea atunci când era condusă de Ludovic personal.
Totuși, motivul cel mai important al succesului lui Ludovic al XIV-lea în dominarea armatelor sale a fost autoritatea pe care o avea asupra corpului de ofițeri. Nu numai comandanții cu grade înalte erau aleși de către rege; Ludovic iși arogase dreptul de-a numi orice ofițer până la rangul de colonel. Era o armată regală; regele decreta cine comanda, cine era promovat, cine era retrogradat.
Mâna dreaptă a lui Ludovic în controlul asupra armatei a fost François-Michel Le Tellier, marchiz de Louvois. Acesta fusese instruit de tatăl său, Michel Le  Tellier, care condusese treburile militare pe vremea lui Mazarin, și în primii zece ani ai domniei lui Ludovic. 

### Reprezentanții locali ai guvernului
Timp de veacuri, aristocrația administrase atât provinciile, cât și orașele. Pe parcursul domniei sale, Ludovic, sub influența lui Colbert, a intervenit în guvernarea locală. Acest lucru a avut o motivație: aceea de a strânge mai mulți bani din impozite.
Nimic nu ilustrează mai bine eficiența în creștere a absolutismului lui Ludovic al XIV-lea decât uluitoarele sume de bani strânse din impozitări, mai ales către sfârșitul domniei. Succesorii lui Colbert, folosind și dezvoltând tehnicile sale, au fost capabili să finanțeze războaiele extrem de costisitoare care au durat din 1688 până în 1713. Nu numai că venitul a crescut considerabil, peste nivelurile înalte realizate deja pe vremea lui Richelieu și Mazarin, dar regularitatea și relativa ușurință cu care erau strânse aceste sume imense sunt extrem de semnificative și reflectă puterea absolutismului

## Ludovic al XIV-lea și religia
Era un lucru acceptat faptul că regii își moșteneau tronurile prin drept divin – adică ei nu stăpâneau prin consensul supușilor săi, ci erau aleși de către Dumnezeu. Ludovic era mândru de obiceiul de a-l denumi pe regele Franței "fiul cel mai vârstnic al Bisericii" și "regele preacreștin". El ținea, de asemenea, la titlul care îi fusese dat la naștere –le dieu-donné (darul lui Dumnezeu). Născut din părinți aflați la o vârstă destul de înaintată, Ludovic era copilul-minune, trimis să salveze Franța de la dezbinare spirituală și nu ezita să intervină personal și decisiv în treburile religioase.

### Relațiile cu papalitatea

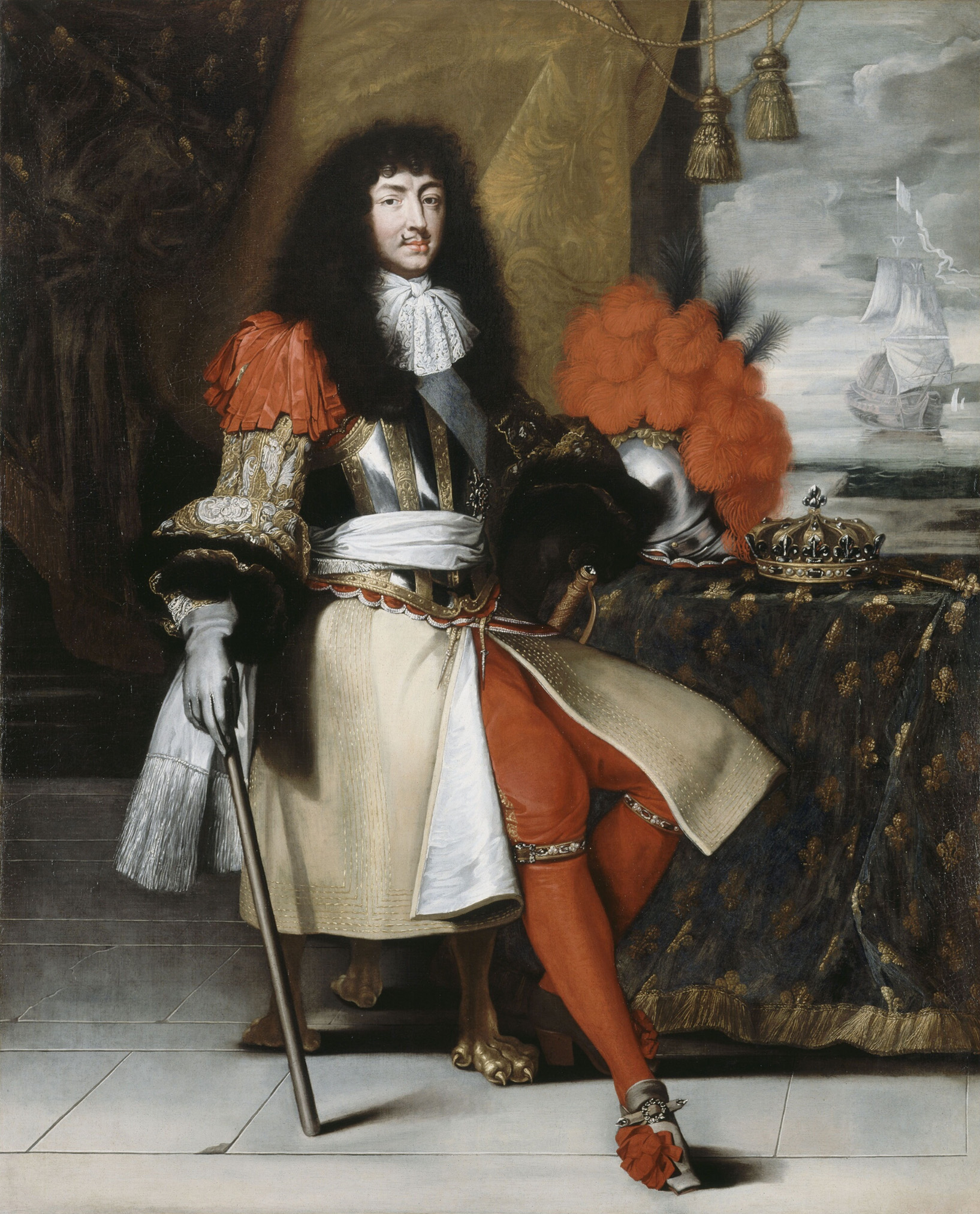
Ludovic XIV în 1673

Era în interesul comun, atât al papalității, cât și al Coroanei franceze, ca relația lor să fie cordială. Ar putea părea surprinzător că, pe parcursul celei mai mari părți a domniei sale, Ludovic al XIV-lea și papii contemporani lui s-au aflat în relații proaste.
În 1661, tânărul rege era extrem de încrezător în sine și nu avea de gând să se ploconească în fața nimănui, nici măcar a papei. Exista un obicei vechi prin care regele își însușea veniturile eparhiilor vacante; el funcționase doar în partea de nord a Franței. Doi episcopi din sud au făcut apel la Roma împotriva regelui lor. Papa Inocențiu al XI-lea a apreciat că nu era pur și simplu vorba de bani, ci de pretenția regelui de a schimba în mod unilateral obiceiurile Bisericii. Prin urmare, el i-a sprijinit pe episcopi, amenințând să-l condamne pe cel mai vârstnic fiu al Bisericii, dacă nu bătea în retragere.
Reacția lui Ludovic al XIV-lea a fost aceea de a le da frâu liber galicanilor. Episcopii influențați de galicanism au publicat așa-numitele Articole galicane. Acestea erau antipapale, declarând că "regii și prinții nu erau supuși Romei în probleme nespirituale", că "în problemele spirituale papii erau inferiori consiliilor generale" și că "hotărârile papei puteau fi schimbate dacă nu aveau aprobarea întregii biserici".
Aceste sentimente erau extrem de jignitoare pentru Roma.
Inocențiu al XI-lea a refuzat să mai hirotonisească episcopi francezi, drept care în scurt timp nu mai puțin de 35 de dioceze erau neocupate. În ianuarie 1687, el a anulat imunitatea ambasadei franceze de la Roma față de inspecția funcționarilor care îi urmăreau pe delincvenți. Când Ludovic i-a cerut ambasadorului său să sfideze autoritatea papală, Papa l-a excomunicat pe ambasador și se pregătea să-l excomunice și pe Ludovic al XIV-lea.

### Hughenoții
Calviniștii francezi erau cunoscuți sub numele de hughenoți. Ludovic socotea până și existența bisericilor hughenote drept o provocare și o insultă la adresa regelui preacreștin.
Între 1661 și 1679, hughenoții nu au fost persecutați fizic, dar au fost făcuți să nu se simtă în largul lor. Le erau impuse restricții în privința căsătoriilor și a înmormântărilor. Li se închideau școlile și bisericile. În 1679 Ludovic a optat pentru o politică mai agresivă. Obiectivele sale au rămas aceleași – eradicarea ereziei și o biserică și un stat unificat. Hughenoții au fost alungați din serviciile publice și li s-a interzis practicarea profesiilor de medic, avocat și editor. Copiii le erau luați de la vârsta de șapte ani spre a fi educați ca niște catolici. Marillac își cantonase trupele în mijlocul protestanților recalcitranți. Autoritățile încurajau trupele să se poarte rău. Bărbații erau bătuți, femeile violate, copiii terorizați iar casele dărâmate.
Cei care îi denunțau pe hughenoți erau recompensați cu jumătate din proprietatea acestora. Protestanților le era interzis să predice sau să scrie. Nu li se permitea să folosească slujitori catolici. Nu aveau voie să emigreze.
A urmat Edictul de la Fontainebleau, la 22 octombrie 1685, prin care se interzicea credința protestantă.

### Jansenismul
Se poate considera că jansenismul s-a ivit în anul 1640, o dată cu publicarea cărții Augustinus de Cornelius Jansen, la doi ani după moartea sa. Confesorii iezuiți ai lui Ludovic al XIV-lea îi spuseseră că influența janseniștilor crea dezbinare. "Jansenist" devenise un termen general desemnând un abuz, foarte asemănător termenului de "fascist" din vremurile noastre. Este surprinzător faptul că pe Ludovic nu îl impresionau standardele morale înalte ale janseniștilor, deși era conștient de "lipsurile" Bisericii franceze în ansamblul ei. În 1661 el a impus la Port-Royal doctrinele iezuite și i-a alungat pe conducătorii janseniști bărbați. Cu toate acestea, jansenismul a continuat să fie o forță, chiar dacă Ludovic al XIV-lea îi persecuta pe janseniști ori de câte ori se ivea ocazia. În ultimii ani ai domniei sale, Ludovic al XIV-lea și-a dat seama că pentru a distruge jansenismul trebuia să-și refacă relația cu Roma. Prin urmare, în 1693, el a renunțat la Articolele galicane. Presiunea franceză de la Roma a condus la bula Vineam Domini, care nu le mai dădea dreptul janseniștilor la "tăcerea respectuoasă" cu ajutorul căreia, începând din 1668, ei fuseseră în stare să "susțină" probleme teologice delicate. Cu ajutor papal, Ludovic a trimis soldați spre a alunga maicile rămase la Port-Royal. În 1711 el a dat ordin să fie complet dărâmate clădirile, iar osemintele janseniștilor morți să fie reînhumate într-o groapă comună.
Apogeul războiului lui Ludovic împotriva janseniștilor a fost atins o dată cu bula papală Unigenitus din septembrie 1713, care condamna 101 propoziții eretice din literatura jansenistă.

## Ludovic al XIV-lea și politica externă

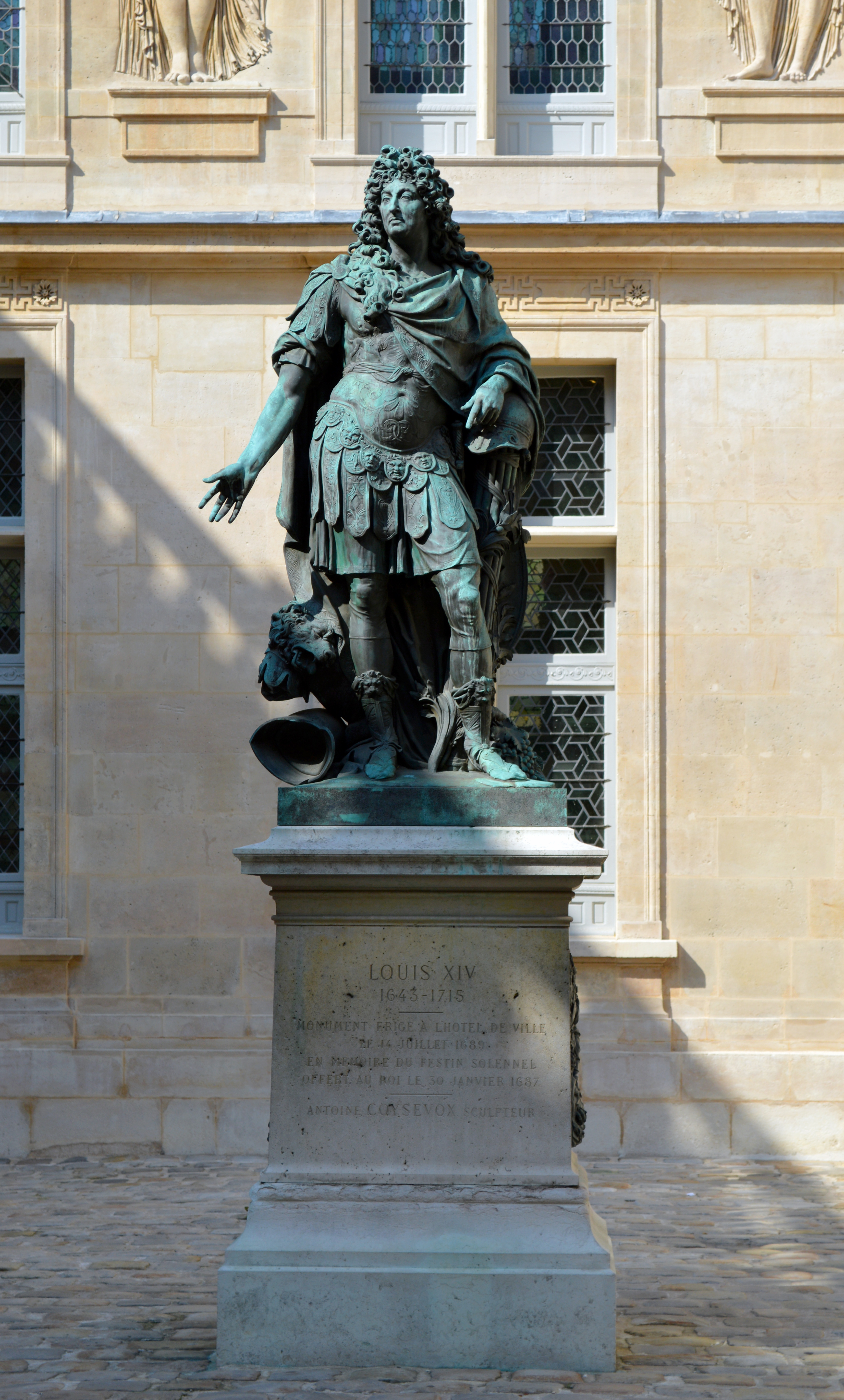
Ludovic al XIV-lea de Antoine Coysevox statuie aflată în curtea hotelului Le Pelletier de Saint-Fargeau (acum folosită de Muzeul Carnavalet)

Politica externă a lui Ludovic al XIV-lea a reprezentat întotdeauna o problemă discutabilă. Criticii săi l-au comparat cu Hitler: avea aceleași ambiții nemăsurate, aceeași disponibilitate de a risca declanșarea unui război, aceeași indiferență față de suferința umană. Apărătorii săi susțin că politica externă a lui Ludovic era concepută în adevăratul interes al Franței.

### Războiul de devoluție, 1667-1669
Statu-quo-ul din Europa a fost alterat în mod drastic de moartea lui Filip al IV-lea al Spaniei în 1665. I-a urmat la tron fiul său minor și bolnav, Carol, văduva lui Filip fiind regentă. Ludovic al XIV-lea credea că această slăbiciune temporară a guvernului spaniol putea fi exploatată în avantajul Franței. Ludovic a luat hotărârea de a avansa pretenții la moștenirea spaniolă în numele soției sale. Avocații francezi au folosit un argument ingenios pentru a lua o parte din Țările de Jos spaniole. Ei s-au folosit de o veche lege flamandă – dreptul la devoluție -, conform căreia atunci când un bărbat se căsătorea pentru a doua oară, proprietățile sale trebuiau să fie atribuite copiilor din prima căsătorie. Maria Tereza era fata primei soții a lui Filip al IV-lea, Carol era copilul celei de-a doua. Argumentul era cusut cu ață albă pentru că dreptul de devoluție se aplică doar proprietății particulare.
Mașina de război franceză alcătuită din 50 000 de oameni, demonstrase faptul că e pregătită de luptă.
Castel-Rodrigo, guvernatorul Țărilor de Jos spaniole, cu doar 20 000 de soldați, nu-i putea împiedica pe francezi să se "servească" cu numeroase orașe importante și valoroase, îndeosebi Douai, Charleroi, Oudenaarde și Lille. Ludovic l-a trimis pe Condé să cucerească Franche-Comté.
Prin tratatul încheiat la Aix-la-Chapelle în mai 1668, Franța a fost de acord să redea Spaniei Franche-Comté, cu condiția ca ea să păstreze multe din cuceririle făcute în Țările de Jos.

### Războiul cu olandezii, 1672-1679
Între 1668 și 1672, Ludovic s-a pregătit pentru invadarea Olandei. Olandezii urmau să primească o lecție, pentru ca pe viitor să nu se mai amestece în acțiunile Regelui Soare de înglobare a Țărilor de Jos spaniole.
La 6 aprilie 1672, Franța a declarat război Provinciilor Unite. Pe la jumătatea lunii iunie, soldații lui Ludovic cuceriseră 40 de orașe olandeze, iar olandezii își abandonaseră fortărețele Barierei (cetăți ce aveau rolul de a apăra Țările de Jos spaniole de atacurile Franței). La 22 iunie, Jan de Witt, conducătorul olandez care fusese întotdeauna în favoarea unor relații prietenești cu Franța, a trimis emisari spre a discuta termenii predării. Olandezii s-au oferit să plătească o despăgubire și să cedeze Franței întregul teritoriu olandez aflat la sud de râul Maas.
Ludovic al XIV-lea a respins ofertele olandezilor. Ca urmare a acestei prelungiri a războiului s-au petrecut mai multe lucruri:
- Împăratul Leopold și principele elector de Brandenburg și-au trimis armatele în sprijinul republicii olandeze;
- Olandezii i-au oprit pe invadatori deschizând stăvilarele și inundând provincia;
- O mulțime de oameni din Amsterdam i-au linșat pe Jan și Cornelius de Witt, aducându-l astfel pe Wilhelm al III-lea de Orania la putere.

După ce intrase în război de partea Franței, fără entuziasm, Anglia se retrase, în 1674, și se aliase acum cu Olanda, prin căsătoria nepoatei lui Carol al II-lea, Maria, cu Wilhelm de Orania. Suedia, care și ea intrase în război de partea Franței, fusese învinsă de principele elector de Brandenburg la Fehrbellin (1675).
Ca rezultat al negocierilor prelungite de la Nijmegen din vara anului 1678, Franța a păstrat Franche-Comté și orașele din Flandra. Pe de altă parte, Ludovic a înapoiat olandezilor cuceririle sale făcute în partea de nord.

### Războiul de nouă ani, 1688-1697
Olandezii au declarat război Franței în noiembrie 1688. După șase luni, li se alăturaseră imperiului Brandenburgul, Spania, Anglia și Bavaria, formând o coaliție continentală, Prima Mare Alianță.
Cele mai dramatice evenimente s-au întâmplat pe mare. Până în 1692, flota franceză a dominat Canalul Mânecii, dar, în final, a pierdut în fața flotei britanice.
Prin tratatul de la Ryswick, în mai 1697, Ludovic al XIV-lea păstra partea franceză a regiunii Hainault, dar ceda celelalte cuceriri din Flandra făcute după 1678. A renunțat la Luxemburg și Philippsburg, cu toate că i s-a permis să păstreze Alsacia Inferioară. A înapoiat Lorena ducelui ei și Avignonul papei. A înapoiat, de asemenea, Barcelona Spaniei și cuceririle sale din Canada Angliei. Cu alte cuvinte, Franța a pierdut toate cuceririle făcute după pacea de la Nijmegen. Ludovic a suportat umilința de a trebui să-l recunoască pe Wilhelm de Orania drept "Maiestatea Sa William al III-lea, rege al Angliei".

### Războiul pentru succesiunea spaniolă, 1702-1713
Două familii regale europene emiteau pretenții la tronul Spaniei: Habsburgii austrieci și Bourbonii francezi. În noiembrie 1700, Carol al II-lea al Spaniei moare fără a lăsa moștenitori. Prin testamentul său i-a lăsat întregul imperiu ducelui Filip de Anjou, nepotul lui Ludovic al XIV-lea,  cel de-al doilea băiat al Delfinului, cu clauza ca tronurile Franței și Spaniei să nu se unească niciodată.
Atât Anglia, cât și Olanda l-au recunoscut cu promptitudine pe Filip al V-lea, însă Regele Soare a făcut trei gafe. În primul rând, la ordinul lui, Parlamentul din Paris a luat act de faptul că Filip al V-lea nu renunțase nicidecum la pretenția sa la tronul Franței. În al doilea rând, în numele nepotului său, Ludovic a alungat trupele olandeze din cetățile Barierei din Țările de Jos spaniole; olandezii au fost îngroziți. În al treilea rând, l-a recunoscut pe fiul lui Iacob al II-lea - care era pe moarte și în exil- drept Iacob al III-lea; exista o cale mai sigură de a provoca ostilitatea englezilor?
Pe 15 mai 1702, Marea Alianță a declarat război Franței. În urma tratatelor de pace din 1713 și 1714, Filip al V-lea a rămas rege al Spaniei, dar a renunțat la pretenția la tronul Franței.

## Sfârșitul domniei
Bătrânețea sa a fost sâcâită de reumatism, indigestie și gută. Trei Delfini au murit în decurs de 11 luni din cauza lui Fagon, doctorul regal, iar faptul că spre a-și acoperi propria incompetență, Fagon încurajase zvonul că ei fuseseră otrăviți de către Orléans, nepotul regelui, nu sporește respectul față de el. Ludovic a fost împietrit de durere atunci când soția nepotului său, ducesa de Burgundia, a căzut și ea victimă pojarului combinat cu leacurile lui Fagon. Marie-Adelaïde fusese favorita regelui și a bătrânei sale soții. Ea era afectuoasă, vioaie și ușor obraznică; aducea viață și râsete în existența așezată a bătrânilor, iar aceștia o adorau.
În vara anului 1715 Ludovic al XIV-lea era departe de a se simți bine. Își pierduse pofta de mâncare și nu prea avea somn, ceea ce nu era surprinzător din moment ce Fagon insistase ca regele să se învelească cu o plapumă din puf pentru a transpira. În august, pe rege a început să-l doară piciorul și i-au apărut pete negre. Fagon a pus diagnosticul de sciatică, cu toate că toată lumea știa că e vorba de cangrenă. În cele din urma, Fagon a prescris amputarea, dar de data asta, regele și-a sfidat doctorul.
Agonia Regelui Soare a fost înfiorătoare și prelungită. Sfârșitul a venit la 1 septembrie 1715 la Versailles cu patru zile înainte să împlinească 77 de ani. El l-a binecuvântat pe băiețelul care urma să-i succeadă, sfătuindu-l să nu imite exagerata sa pasiune pentru construcții și războaie.

## Ludovic, patron al artelor

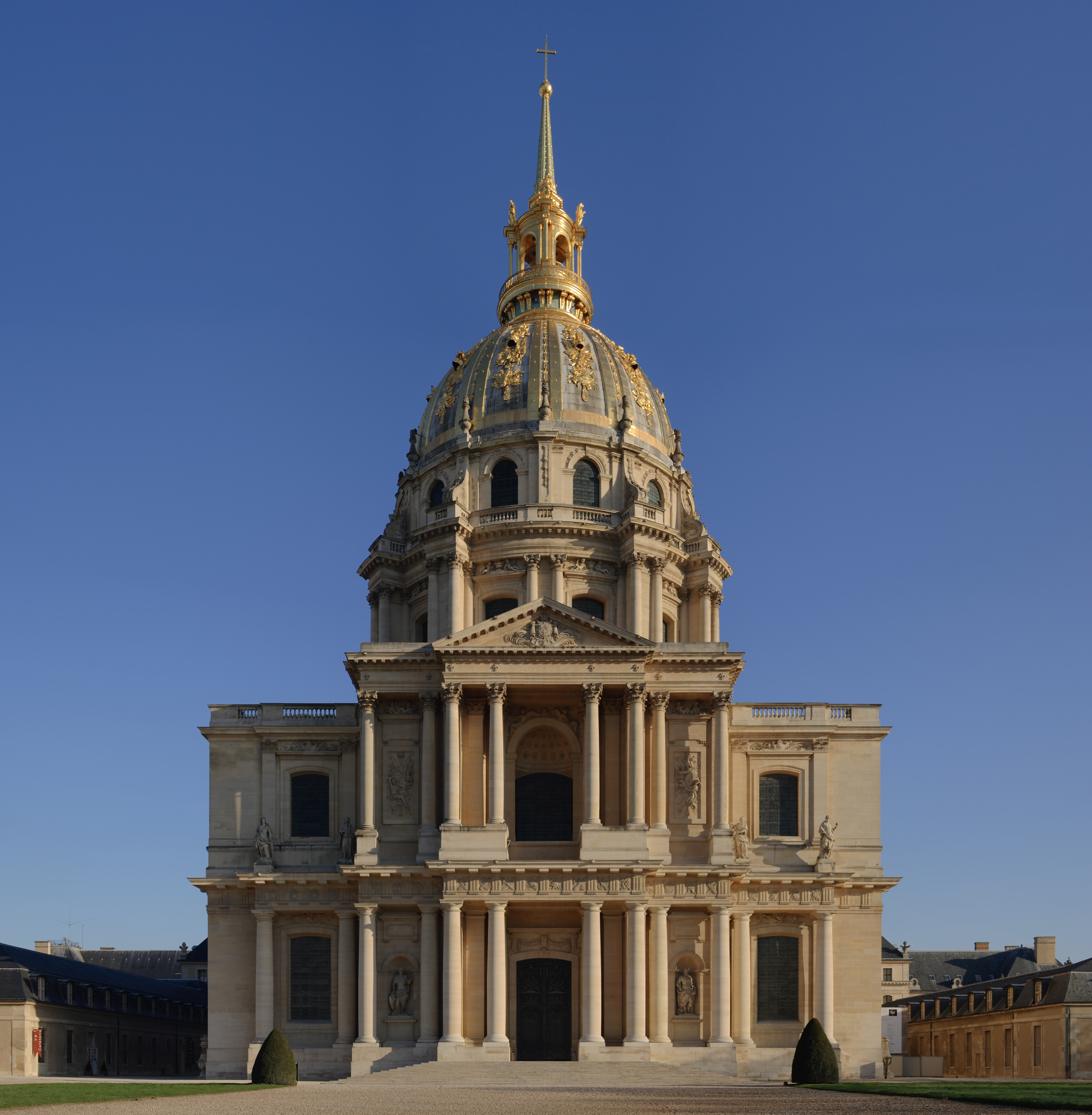
Hôtel des Invalides

În ciuda faptului că era foarte atent la economia națională, Ludovic al XIV-lea a cheltuit sume mari de bani sprijinind artiștii care lucrau sub ordinele sale, pentru a face Franța tot mai puternică și ca imagine publică. Sfătuit de Colbert, unul din primele proiecte ale lui Ludovic, este restaurarea castelului și grădinilor Tuileries, încredințate lui André Le Nôtre și Louis Le Vau. Interioarele sunt încredințate lui Charles Le Brun și pictorilor Academiei Regale de Pictură și Sculptură. Cardinalul Richelieu, sub Ludovic al XIII-lea a fondat Academia Franceză, iar Ludovic al XIV-lea a luat-o sub patronajul său. A creat alte academii, printre care Academia regală de Arhitectură, Academia regală de Științe. A fost patronul multor artiști ca pictorii Charles Le Brun, Pierre Mignard, Hyacinthe Rigaud; sculptorii Antoine Cosevox, François Girardot; arhitecții Louis Le Vau, Jules Hardouin-Mansard; desenatorul de grădini André Le Nôtre, a căror lucrări vor fi faimoase în toată Europa. Muzicienii Jean Baptiste Lully, Marc-Antoin Charpentier. În acea perioadă înfloresc scriitorii Molière, Jean Racine, Jean de la Fontaine a căror lucrări au mare influență și în zilele noastre. La Paris se construiesc monumente publice simboluri ale monarhiei absolute, Ludovic dorește ca Parisul să devină cel mai magnific oraș al Europei, în competiție cu Roma și Madrid. La Paris face să se construiască două piețe care vor influența urbanismul în toată Europa: place Vendôme și place des Victoire. Mărește Luvrul ca dealtfel și alte rezidențe regale din vecinătatea Parisului: Vincennes, Marly, Meudon. Inițial pentru lucrările la Luvru a fost contactat arhitectul Gian Lorenzo Bernini, dar cum proiectul s-a dovedit prea costisitor(Bernini voia să se demoleze aproape total edificiul), a fost contactat Claude Perrault. Ordonă construirea complexului militar Hôtel des Invalides, casă de odihnă pentru militarii și oficialii care serviseră cu fidelitate în armată sub comanda sa, deveniți infirmi din cauza rănilor de război, sau prea bătrâni. Acesta va fi unul dintre pionierii farmaciei internaționale. Biserica sa, cu marea cupolă aurită, este considerată o capodoperă a clasicismului. La dorința sa se construiește un spital enorm pentru săraci, la Salpêtrière. Se construiește Observatorul din Paris, pentru a susține activitățile științifice. Vechile ziduri medievale ale Parisului sunt dărâmate și se construiesc porți fortificate, cu arcuri de triumf dedicate gloriei sale: Saint Denis și Saint Martin. La Paris i se datorează și Pont Royal, construit cu banii săi și Champs-Élysées.

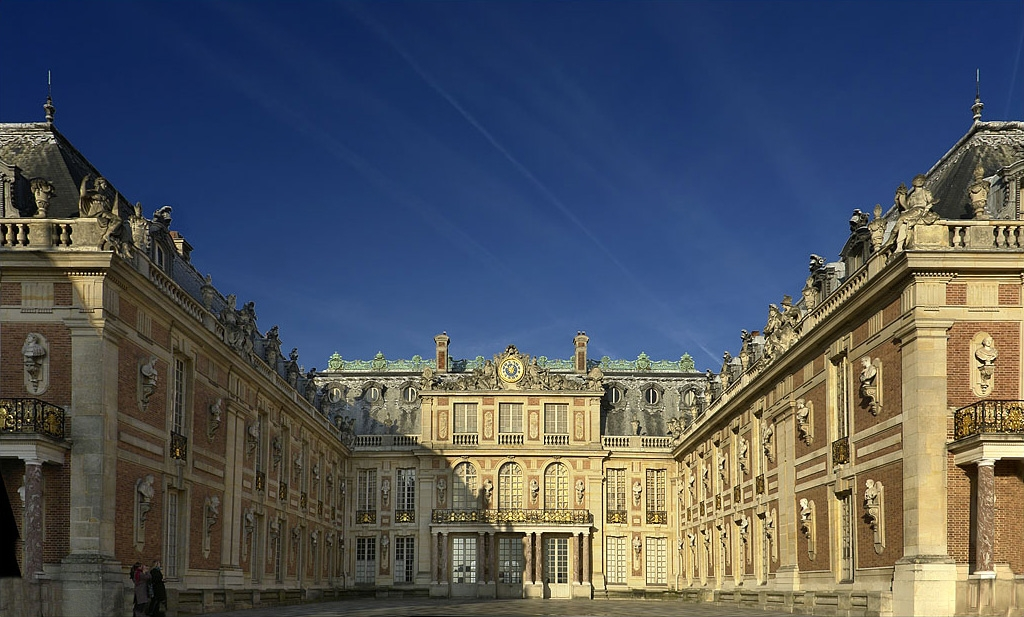
Palatul Versailles

 La Versailles a angajat cei mai mari artiști francezi ai timpului, în principal Le Vau,(arhitectura), Le Brun(mobilier și picturi), Le Nôtre(grădini), pentru a crea cel mai prestigios palat regal din Europa; Versailles va deveni modelul în absolut al reședinței regale pe tot continentul, în timpul secolului al XVII-lea. A amplificat în mod considerabil colecția regală de opere artistice, în special picturi, prin cumpărarea colecției comerciantului Everhard Jabach, ce cuprindea opere importante, ce astăzi constituie inima muzeului Luvru și a altor mari muzee pe teritoriul Franței. Antichitățile, desenele marilor artiști, bronzurile, medaliile, au fost colecționate cu aviditate. În afară de aceasta, a încurajat dezvoltarea industriei franceze susținând manufacturile, printre care manufactura regală Gobelins, de stat, producătoare de țesături fine cunoscută în toată Europa; manufactura Saint-Gobain, privată,  specializată în fabricarea sticlei, care a produs faimoasele oglinzi din Galeria Oglinzilor de la Versailles, reușind să producă oglinzi de dimensiuni mult mai mari decât cele ce se produceau în acea vreme, inventând o nouă metodă. A schimbat structura unor orașe: Lille, Besançon, Belfort, Briançon.
- În 1680 creează Comédie-Française.
- În 1681 se deschide Canal du Midi, care leagă Atlanticul cu Marea Mediterană.
- În noiembrie 1682 regele ia sub patronajul său Colegiul regal Louis le Grand, din Paris.
- În 1702 Parisul este împărțit în douăzeci de districte, se creează iluminatul public și poliția stradală.

## Ludovic și femeile

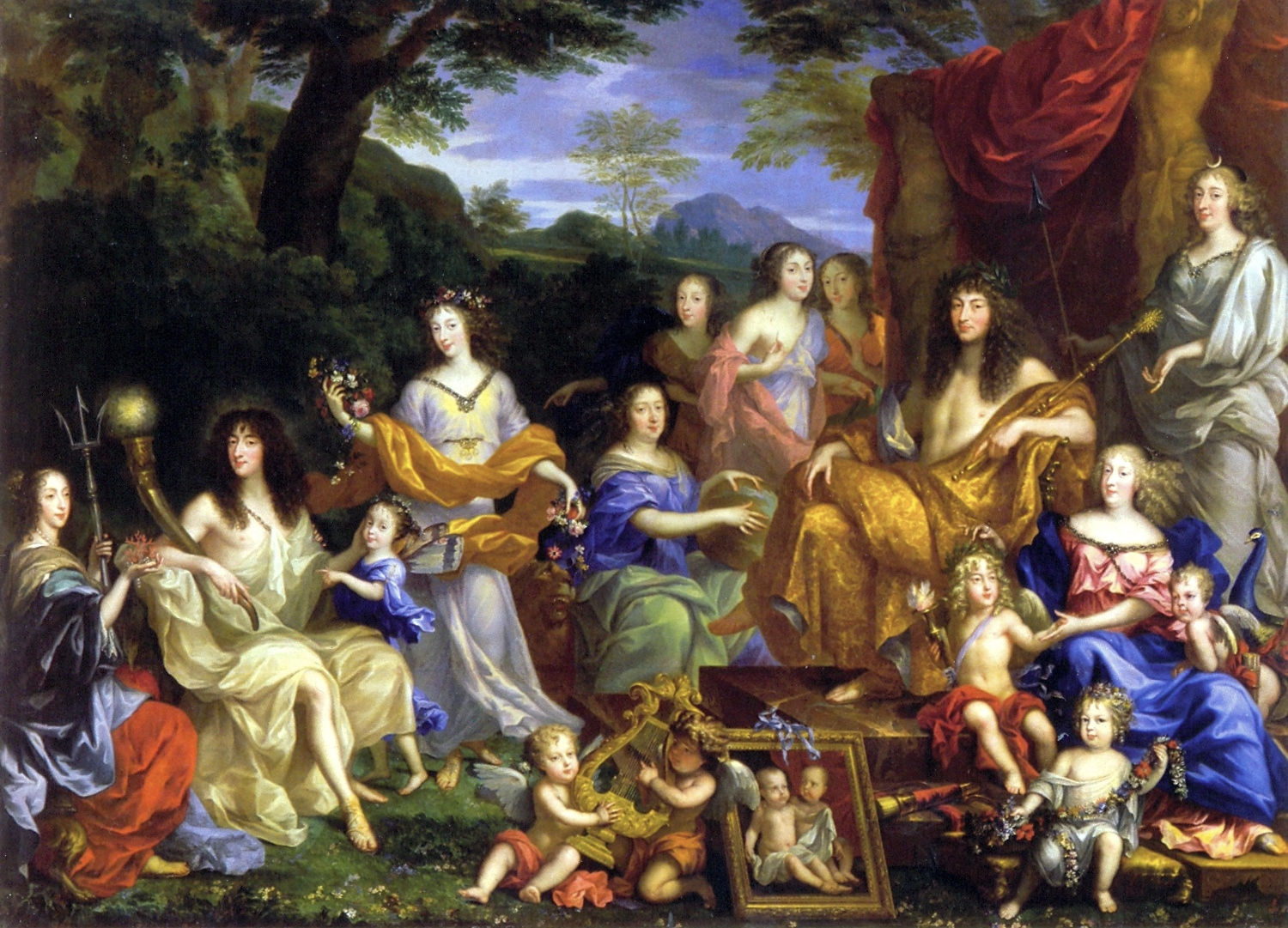
Familia lui Ludovic al XIV-lea

Dacă Ludovic al XIV-lea a făcut să sufere pe cineva apropiat, aceasta a fost regina, care nu s-a împăcat niciodată cu infidelitatea soțului ei.
Ludovic  a fost obligat să se căsătorească cu o soție de care nu era atras, Maria Tereza a Austriei, fiica lui Filip al IV-lea al Spaniei, în 1660.
Reacția lui a fost aceea de a-și găsi compensații în altă parte.
Asemenea bunicului său, Henric al IV-lea, Ludovic avea un mare apetit sexual și s-a bucurat de favorurile mai multor amante, având numeroși bastarzi. Trei femei au fost recunoscute în mod deschis, succesiv, în calitate de amante principale: blajina și neștiutoarea Louise de la Vallière, inteligenta și intriganta Françoise-Athénaïs de Montespan și autoritara, dar rezervata Françoise de Maintenon.
Fiecare amantă a fost mai vârstnică decât predecesoarea sa și a intrat în grațiile regelui în timp ce făcea parte din anturajul predecesoarei. După moartea Mariei Tereza în 1683, Ludovic s-a căsătorit cu doamna de Maintenon și sub influența ei dură n-a mai avut aventuri extraconjugale.
Cu toate că Ludovic își răsplătea material amantele, relațiile sale cu femeile arată că era cât se poate de egoist. Este tipic comportamentul său din 1667, când și-a obligat doamnele să meargă cu el în campania din Flandra. În caleașca regală călătoreau regele, regina, Louise de la Vallière, care era pe punctul de a fi părăsită de rege, și doamna de Montespan, care era pe cale să intre în viața intimă a regelui.
Dintre metresele și favoritele regelui Ludovic al XIV-lea se pot aminti: Louise de la Vallière, Madame de Montespan, Madame d'Heudicourt, Madame de Maintenon, Maria Mancini, Olympe Mancini, Lucie de La Motte-Argencourt, Isabelle de Ludres, Anne de Rohan-Chabot, Mademoiselle de Thianges, Lydie de Rochefort-Théobon, Marie Angélique de Scorailles, Claude de Vin des Œillets, Catherine Charlotte de Gramont.

### Copiii legitimi
- Ludovic al Franței, Delfinul (1661 - 1711);
- Anne Élisabeth a Franței (1662 - 1662);
- Marie Anne a Franței (1664 - 1664);
- Marie Thérèse a Franței (1667 - 1672);
- Philippe-Charles al Franței, Duce d'Anjou (1668 - 1671);
- Louis-François al Franței, Duce d'Anjou (1672 - 1672).

### Copiii nelegitimi
Cu metresa sa, Louise de la Vallière:
- Charles (19 decembrie 1663 - 15 iulie 1665), nu a fost recunoscut;
- Philippe (7 ianuarie 1665 - 1666), nu a fost recunoscut;
- Marie Anne de Bourbon (2 octombrie 1666 - 3 mai 1739), recunoscută la 14 mai 1667;
- Louis, Conte de Vermandois (3 octombrie 1667 - 18 noiembrie 1683), recunoscut la 20 februarie 1669.

Cu metresa sa, Madame de Montespan:
- Louise Françoise de Bourbon (1669 - 23 februarie 1672);
- Louis Auguste, Duce de Maine (31 martie 1670 - 14 mai 1736), recunoscut la 20 decembrie 1673;
- Louis César, Conte de Vexin (20 iunie 1672  - 10 ianuarie 1683), recunoscut la 20 decembrie 1673;
- Louise Françoise, Ducesă de Bourbon (1 iunie 1673 - 16 iunie 1743), recunoscută la 20 decembrie 1673;
- Louise Marie Anne, Mademoiselle de Tours (12 noiembrie 1674 - 15 septembrie 1681), recunoscută în ianuarie 1676;
- Françoise Marie, Ducesă de Orléans (9 februarie 1677 - 1 februarie 1749), recunoscută la 22 noiembrie 1681;
- Louis Alexandre, Conte de Toulouse (6 iunie 1678 - 1 decembrie 1737), recunoscut la 22 noiembrie 1681.

Cu metresa sa, Claude de Vin, Mademoiselle des Oeillets:
- Louise de Maisonblanche (1676 - 12 septembrie 1718).

Cu metresa sa, Marie Angélique de Scorailles:
- un fiu (1681-1681)